# ماتيو بافلوفيتش
ماتيو بافلوفيتش (9 يونيو 1990 بموستار في البوسنة والهرسك - ) هو لاعب كرة قدم كرواتي في مركز الدفاع. شارك مع منتخب البوسنة والهرسك تحت 17 سنة لكرة القدم ومنتخب كرواتيا تحت 19 سنة لكرة القدم ومنتخب كرواتيا تحت 20 سنة لكرة القدم ومنتخب كرواتيا تحت 21 سنة لكرة القدم. أما مع النوادي، فقد لعب مع فيردر بريمن ونادي زغرب ونادي فيرينتسفاروشي.

## وصلات خارجية
- ماتيو بافلوفيتش على موقع الاتحاد الأوربي (الإنجليزية)
- ماتيو بافلوفيتش على موقع قاعدة بيانات كرة القدم.إي يو (الإنجليزية)
- ماتيو بافلوفيتش على موقع بيانات كرة القدم. دي إي (الألمانية)
- ماتيو بافلوفيتش على موقع Soccerway.com (الإنجليزية)
- ماتيو بافلوفيتش على موقع عالم كرة القدم.نت (الإنجليزية)
- ماتيو بافلوفيتش على موقع AS.com (الإسبانية)